# Kriksholmen
Kriksholmen est une île norvégienne dans le comté de Hordaland. Elle appartient administrativement à Austevoll.

## Géographie
Rocheuse et couverte d'une légère végétation, à fleur d'eau, elle s'étend sur environ 95 m de longueur pour une largeur approximative de 72 m. Elle compte plusieurs habitations. 